# 埃尔 (萨塞克斯)
埃尔（/ˈælə/，也作Aelle或Ella）是英国早期文献记载的第一位南撒克逊人的国王，他统治现在被称为英格兰萨塞克斯的地方，在位时间起始是477年，最迟可能统治到514年。他是第一位不列颠统治者。